# Valores cristianos
Los valores cristianos se refieren históricamente a los valores derivados de las enseñanzas de Jesucristo, y representan principios morales y éticos basados en la vida y enseñanzas del Nuevo Testamento. Estos valores abarcan aspectos fundamentales de la moral cristiana, como el amor, la justicia, la paz y la compasión. El término "valores cristianos" tiene múltiples aplicaciones y significados, que pueden variar considerablemente entre denominaciones, contextos geográficos y diversas escuelas de pensamiento teológico y filosófico.
En algunas regiones y contextos, el término "valores cristianos" se asocia estrechamente con "valores familiares" y es utilizado frecuentemente como un eufemismo de familismo por sectores de la derecha cristiana, especialmente en los Estados Unidos. Además, los valores cristianos también se vinculan con la identidad cristiana dentro de la política identitaria, que busca mantener y promover ciertos principios y prácticas en sociedades con diversidad cultural y religiosa.

## Enfoque Bíblico
Desde el siglo I, la Biblia ha resumido los valores cristianos en el concepto del Fruto del Espíritu. Esta lista, escrita por el apóstol Pablo en su carta a los Gálatas (Gálatas 5:22-23), describe las virtudes que deben caracterizar la vida de un cristiano maduro y guiado por el Espíritu Santo. Los frutos del Espíritu son vistos como la manifestación de una vida transformada por la fe y la acción del Espíritu en el creyente, reflejando principios fundamentales de la ética cristiana.
Los frutos mencionados en el pasaje son:
- Amor: El amor incondicional y sacrificial que se refleja en la relación con los demás, el amor ágape, que es central en el cristianismo.
- Alegría: Una alegría que proviene de la fe y la esperanza en Dios, no dependiente de las circunstancias externas.
- Paz: La paz que sobrepasa todo entendimiento, una paz interna que proviene de la reconciliación con Dios y los demás.
- Paciencia: La capacidad de soportar las pruebas y dificultades con fortaleza, sin perder la calma.
- Amabilidad: Un comportamiento suave y amable hacia los demás, mostrando compasión y bondad.
- Bondad: La inclinación hacia hacer el bien, la generosidad y la rectitud en las acciones.
- Fidelidad: La lealtad y compromiso con Dios y con los demás, manteniendo la integridad en todo momento.
- Gentileza: La amabilidad y la suavidad en el trato, evitando la agresividad y el egoísmo.
- Autocontrol: La capacidad de controlar los propios deseos y emociones, manteniendo la disciplina.

El concepto de estos "frutos" no solo se refiere a comportamientos externos, sino que también implica un cambio interior que lleva al creyente a vivir de acuerdo con los principios de Dios, a través del poder del Espíritu Santo. En este sentido, los frutos del Espíritu son una evidencia de la vida cristiana auténtica y de la obra de Dios en el creyente.
Además, el apóstol Pablo destaca que estos frutos no son el resultado de esfuerzos humanos, sino que son producto del Espíritu Santo, quien obra en la vida del cristiano. Así, los valores cristianos no se imponen solo por una voluntad personal, sino como una transformación divina que refleja la naturaleza misma de Cristo.

### Relevancia Teológica
Los frutos del Espíritu también están relacionados con el concepto de santificación, que es el proceso mediante el cual los cristianos se hacen más como Cristo a medida que crecen en la fe. Este proceso implica no solo la adquisición de virtudes, sino también la renuncia al pecado y la conformidad con la voluntad divina.

## Valores cristianos en el contexto político actual
En los Estados Unidos, Australia, Reino Unido y otros países del siglo XXI, las frases "valores cristianos" y Valores familiares son utilizadas por la derecha cristiana y los partidos conservadores para describir algunas o todas las siguientes posturas políticas. Este uso político de los valores cristianos es un fenómeno significativo dentro de las políticas públicas en diversos contextos. La vinculación de los valores cristianos con políticas públicas ha influido en la legislación y en las posiciones sociales sobre diversos temas éticos y morales.
Las interpretaciones modernas de los valores cristianos incluyen:
- Censura del contenido sexual, especialmente en el cine y la televisión. Se argumenta que una regulación más estricta del contenido cultural es necesaria para proteger los valores familiares tradicionales. En este contexto, algunos sectores promueven políticas para limitar el acceso a material considerado inapropiado para menores, bajo el precepto de preservar la moral cristiana. [6]

- Abstinencia sexual fuera del matrimonio y Educación sexual basada exclusivamente en la abstinencia. Estos principios se promueven como parte de un esfuerzo por fomentar una moralidad cristiana más estricta en la educación y la sociedad. La abstinencia hasta el matrimonio es vista como un valor cristiano fundamental que ayuda a reducir la promiscuidad sexual y promueve relaciones estables dentro de un contexto matrimonial.

- La promoción del Diseño inteligente para que se enseñe en las escuelas y universidades públicas como alternativa a la Evolución biológica. Los defensores del diseño inteligente argumentan que la teoría evolutiva no puede explicar completamente la complejidad de la vida, y proponen que un diseñador divino está detrás de la creación del universo. Este tema ha sido objeto de debates legales y educativos, particularmente en los Estados Unidos, donde se han presentado casos judiciales sobre si debe enseñarse como una teoría científica en las escuelas públicas.

- La conveniencia de leyes contra el Matrimonio entre personas del mismo sexo. En muchos contextos conservadores, se considera que el matrimonio debe ser exclusivamente entre un hombre y una mujer, de acuerdo con la enseñanza cristiana sobre la naturaleza del matrimonio. A pesar de los avances legislativos en favor de los derechos LGBTQ+ en varios países, sectores conservadores siguen defendiendo la definición tradicional del matrimonio, a menudo basándose en valores cristianos.

- Apoyo a las leyes contra la aceptación de la Homosexualidad en la sociedad mayoritaria, donde se argumenta que los valores cristianos exigen una sociedad en la que se respeten las enseñanzas bíblicas sobre la sexualidad. Este punto ha sido un tema controvertido en la política de muchos países, ya que enfrenta los derechos civiles y la libertad de expresión contra las enseñanzas religiosas tradicionales.

- La conveniencia de la oración escolar organizada en las escuelas públicas, un tema controvertido en muchos países, especialmente en los Estados Unidos. La oración escolar es vista por algunos como un medio para reafirmar los valores cristianos en el sistema educativo. Los defensores argumentan que la inclusión de la oración en las escuelas públicas promueve los principios morales basados en la fe cristiana, mientras que los opositores argumentan que puede violar los principios de laicismo y la libertad religiosa.[7]

## Impacto en la Sociedad, Controversias y Críticas
El uso de los "valores cristianos" en la política contemporánea ha generado numerosas controversias. Mientras que algunos ven estas políticas como una forma de preservar la moralidad y las tradiciones, otros las consideran un intento de imponer una visión religiosa en una sociedad cada vez más diversa y secular. Las tensiones entre el laicismo y la influencia religiosa en el ámbito público han llevado a debates judiciales y sociales en muchos países, donde se discuten los límites de la libertad religiosa y la inclusión de valores religiosos en la esfera pública.
Por ejemplo, en los Estados Unidos, las batallas legales sobre la oración escolar y la enseñanza del Diseño inteligente en las escuelas públicas reflejan la continua disputa sobre el lugar de los valores cristianos en la educación y la legislación. Estos casos han generado decisiones judiciales clave que han delimitado el grado en que los valores religiosos pueden ser integrados en las instituciones públicas. En otros contextos, como en Europa, la creciente diversidad religiosa y cultural ha suscitado preocupaciones sobre la imposición de valores cristianos a poblaciones no cristianas, lo que genera debates sobre la inclusión y la igualdad de derechos entre grupos religiosos.
La pregunta sobre qué valores deben prevalecer en una sociedad democrática, especialmente en una con una población diversa, es central en estos debates. Por un lado, los defensores de los valores cristianos argumentan que estos principios son fundamentales para el bienestar social, la cohesión y el orden moral. Se considera que las enseñanzas cristianas sobre el amor al prójimo y la justicia social pueden contribuir positivamente a la estabilidad de la sociedad. Por otro lado, los críticos sostienen que promover estos valores de manera exclusiva en el ámbito público puede llevar a la discriminación de aquellos que no comparten las mismas creencias, en particular las minorías religiosas y los no creyentes.
El concepto de "valores cristianos" ha sido ampliamente debatido, especialmente en el contexto de las políticas públicas. Mientras que para algunos es un principio unificador en torno a la ética y la moral cristiana, para otros puede ser percibido como un esfuerzo por imponer una agenda conservadora y religiosa en sociedades cada vez más diversas y pluralistas.
Las críticas a la politización de los valores cristianos incluyen preocupaciones sobre el laicismo y la libertad religiosa, así como el riesgo de marginar a las personas que no comparten las mismas creencias religiosas. La imposición de principios religiosos en el ámbito público puede entrar en conflicto con el derecho a la libertad religiosa y la necesidad de una separación clara entre la religión y el Estado, un principio fundamental en muchas democracias contemporáneas. En algunos casos, se argumenta que el uso político de los valores cristianos puede socavar el pluralismo y la tolerancia, al poner en peligro la equidad de las personas que practican religiones distintas o que son irreligiosas.
Además, los defensores del laicismo argumentan que una fuerte influencia religiosa en la política puede restringir los derechos de las mujeres, las personas LGBTQ+, y otros grupos que históricamente han sido marginados en las sociedades más conservadoras. Estos grupos pueden ver sus derechos amenazados por políticas que se basan en interpretaciones religiosas que no consideran las necesidades y derechos de todos los ciudadanos.
La discusión sobre los valores cristianos y su lugar en la política continúa siendo un tema de debate clave en el contexto de la globalización y el aumento de la diversidad cultural y religiosa en el mundo. A medida que las sociedades se hacen más multiculturales, el desafío de conciliar las creencias religiosas con los principios democráticos y la equidad se vuelve más complejo.